# Robert Kleyenstüber
Robert Kleyenstüber (* 1813 in Königsberg (Preußen); † 1884 ebenda) war ein deutscher Reeder in Königsberg.

## Leben
Nach einer kaufmännischen Lehre eröffnete Kleyenstüber 1838 ein Kommissions- und Speditionsgeschäft in Königsberg. 1844 wurde er als Schiffsmakler vereidigt. 1863 wandelte er seine angesehene Firma in eine Offene Handelsgesellschaft um, deren zweiter Inhaber sein Schwiegersohn August Preuß wurde. Nachdem er die Befrachtung von Schiffen nach England und Holland übernommen hatte, stellte er 1862 den ersten Schraubendampfer „Borussia“ in Dienst und erweiterte die Tourenlinie nach Kiel, Hamburg und Bremen.
1866 gründete er den Verein für die Rettung Schiffbrüchiger. Viele Jahre nach seinem Tod wurde das in Pillau stationierte Seenotrettungsboot „Konsul Kleyenstüber“ benannt.
Zum Geh. Kommerzienrat und Admiralitätsrat ernannt, wurde Kleyenstüber 1874 zum Obervorsteher der Königsberger Kaufmannschaft gewählt. Die Reederei wurde von seinen Erben bis 1939 weitergeführt.

## Quelle
- Robert Albinus: Königsberg Lexikon 2002, ISBN 3-88189-441-1

| Personendaten    | Personendaten                 |
| ---------------- | ----------------------------- |
| NAME             | Kleyenstüber, Robert          |
| KURZBESCHREIBUNG | deutscher Kaufmann und Reeder |
| GEBURTSDATUM     | 1813                          |
| GEBURTSORT       | Königsberg (Preußen)          |
| STERBEDATUM      | 1884                          |
| STERBEORT        | Königsberg (Preußen)          |